# Pistolet Shanxi Type 17

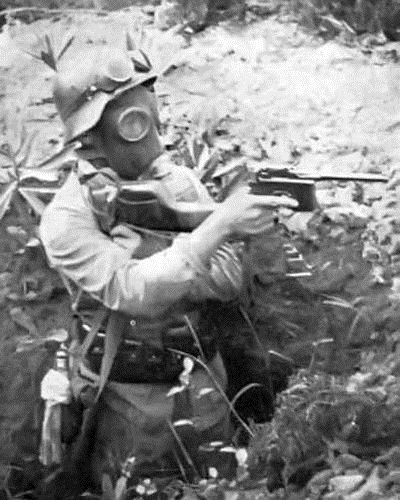
Soldat de l'Armée nationale révolutionnaire chinoise rechargeant un Shanxi Type 17. Noter le port du casque allemand et du masque à gaz.

Le Pistolet Shanxi Type 17 est une copie chinoise du Mauser C96 adaptée au calibre .45 ACP et produite notamment par l'arsenal de Taiyuan, dans le Shanxi, à partir de 1928 (soit la 17e année de la république de Chine).

## Histoire
Ce pistolet a été conçu par l'arsenal de Taiyuan, à la demande du seigneur de la guerre Yan Xishan. La production démarre en 1929. Le pistolet est une copie du Mauser C96, adaptée à du .45 ACP, essentiellement pour des raisons pratique, l'essentiel de l'arsenal de l'armée du seigneur de guerre étant composé de Mitraillettes Type 15  qui étaient des copies chinoises du Thompson M1921, utilisant du calibre .45 ACP.
La production du modèle est estimée à moins de 8500 exemplaires.
Après la fondation de la république populaire de Chine , en raison des différents calibres et armes, la plupart des Type 17 furent féraillés et fondus, mais un petit nombre continuait à circuler à l'étranger.

## Technique
- Le type 17 est équipé d'un magasin fixe de 10 coups, alimenté de deux lames-chargeurs (dits clips) de 5 cartouches contre un seul de 10 cartouches pour le  C96 en 7,63 mm Mauser .
- Le canon mesure 16 cm
- La longueur totale sans l'étui-crosse est de 32 cm
- La masse du type 17 est de 1,6 kg.

## Dans la culture populaire
Ce pistolet peut être obtenu dans Metal Gear Solid 4: Guns of the Patriots et apparait régulièrement dans les jeux de la franchise.
Le Type 17 est également l'arme de plusieurs personnages dans le film La Bataille de la Montagne du Tigre de Tsui Hark.